# Fortica (brdo iznad Mostara)
Fortica je brdo iznad istočnog dijela Mostara, iznad naselja Mazoljica i Gornjeg Zalika. Jedno od brda koje okružuju Mostarsku kotlinu. Sivo brdo je kamenito i suho. Fortica je pobrđe Veleža. Istaknute kote su Oštri rat (514 m), Stolac (467 m), Lipova glava. (689 m), Mali grad (756 m), Vučja glava (693 m), Sveta gora (877 m), Kula (730 m), Srednja glava (766 m), Samac (410 m), Tetivike (572 m), kota 378, kota 168, kota 737 i dr. Ruševine su kod Oštrog rata i Vučje glave, utvrde su na Malom gradu i Svetoj gori.
1834. godine, zadnjih pola stoljeća osmanske okupacije, na donjim padinama brda Srpska pravoslavna crkva sazidala je pravoslavnu crkvu. Uskoro su katolici dobili dopuštenje graditi biskupski dvor u Bogodolu, podalje od srca čaršije.
Mostar je u austro-ugarskoj BiH imao najviše utvrđenih objekata, pa tako i na Fortici. Koncem 19. stoljeća Austro-Ugarska je izgradila na njemu utvrdu Forticu i te još neke. Otad brdo nosi ime Fortica. Austro-Ugarskoj je utvrda služila i kao vojarna, skladište i katkada zatvor. Na Fortici je golemim kamenim slovima bila ispisana poruka Franji Josipu i njegovoj carevini u znak zahvanosti za sve što je u Mostaru i okolo njega napravila prvih godina dolaska. Austro-Ugarska je sa svojim postojećim stručnim osobljem napravila put iz Mostara uz Forticu. Nisu angažirali lokalno pučanstvo. Vodio je preko Šipovca na Brasinu. Najvjerojatnije je da je Austro-Ugarskoj služio za izvlačenje šumske građe s Veleža. Put uz Forticu napravila je radi potreba pristupa i obilaska vojnih postaja na Merdžan Glavi, Svetigori (877 m) i Guberači (624 m), ali i radi eksploatiranja drvne građe. Put je asfaltiran poslije Drugoga svjetskog rata, a govori se da je to zasluga Džemala Bijedića.
U Drugom svjetskom ratu bila je u dijelu NDH pod talijanskom okupacijom. Talijani su na Fortici gradili svoje bunkere.
Između Drugoga svjetskog rata i Domovinskog rata utvrda je propadala. Izložena snažnim burama i žegama, bez ljudskog održavanja, propadala je. Više puta se pokušalo u SR BiH pošumiti Forticu namjeravajući stvoriti vjetrozaštitni pojas. Plan pošumljavanja razradio je i djelomično ostvario Osman Pirija. 1970-ih neka je skupina mladeži iz Carine slažući golemo kamenje ispisala poruku Titu. Slovima veličine 8 x 10 metara pisalo "Tito, volimo te" te narisana i štafeta mladosti. Dvadesetak godina poslije uklonjeno je Titovo ime, pa je samo stajalo "volimo te" nakon čega je dodano "BiH".
Na utvrdu su se pred napad na Mostar smjestili rezervisti JNA i u nj su ušli pripadnici srpske vojske. Ovu Vojarnu JNA u bitci za Mostar oslobodili su HV, HVO i HOS 21. lipnja 1992. u borbama za oslobođenje Mostara. Nekih pola godine potom u tijekom bošnjačko-hrvatskog sukoba Fortica je bila strateškom točkom Armije BiH. U ratu se nije moglo baviti pošumljavanjem. Slijedila je nebriga spram prirode te je tako zaustavljen plan Osmana Pirije. Poslije rata Fortica, osobito ruševna utvrda služila je kao ilegalno odlagalište otpada.
Danas visoke goleti na Fortici rijetko obilaze ljudi. Dolaze tek tragači za građevinski materijalom. Jedni dolaze u potrazi za davno obrađenim kamenom koji koriste za gradnju. Razvaljivanje ruševina intenziviralo se zadnjih desetak godina pa po kamenitim pustarama po kojima su rasuti vojni ili privatni a napušteni kameni objekti. Drugi tragaju za crvenom pržinom grubom, vrlo cijenjenoj za nanošenje gruboga izolacijskoga sloja na fasade. Pržina je trag nekadašnjeg mora, čiji se života fosilni ostatci nalaze po najvišim predjelima okolnih planina. S visokih kota bujice nanose pržinu na niže razine i rasprostranjena je svugdje. Ljudi ju neracionalno izvlače sa svih visokih pozicija, zbog čega stanovništvo nižih predjela osječa posljedice. Nanosi su pokrili vododerine Fortice te su svugdje pržiništa pod plitkom travom ili naslagama sitnijega stijenja ili krupnoga šljunka.
Poslije rata požari su harali Forticom. Unatoč njima, buri i žegama mirisno i ljekovito bilje raste po Fortici, pa ju jeseni pohode berači ljekovitog bilja. Na Forticu dolaze planinari kojima brdo nije izazov ali pruža lijep pogled. Biciklisti koji dolaze na Forticu su ljubitelji ekstremnog biciklizma zbog teškog uspona. Ljeti je na Fortici svježije pa stariji Mostarci dolaze noću pobjeći od ljetne žege. Parlament Republike Turske financirao je sadnju sadnica crnog bora, lavande, munike, divljeg šipka te drugog bilja.
Oko vrha brda su telekomunikacijski odašiljači i predajnici.

## Vanjske poveznice
- Večernji list BiH Strani turisti uživaju u svakom metru ove staze, zastanu snimiti ‘selfie’ s mostarskom panoramom u pozadini